# Finstock
Finstock är en civil parish i Storbritannien.   Den ligger i grevskapet Oxfordshire och riksdelen England, i den södra delen av landet, 100 km väster om huvudstaden London.